# Unto the Locust
Unto the Locust este cel de-al șaptelea album de studio al formației heavy metal americane - Machine Head. Albumul a fost lansat în Australia pe 23 septembrie, în Marea Britanie pe 26 septembrie și în lume pe 27 septembrie 2011. Albumul a fost produs și mixat de Robb Flynn, și a devenit cel mai bine clasat album al formației dintotdeauna, poziționându-se pe locul 22 în Billboard 200. Unto the Locust a fost înregistrat în Jingletown Studios ale Green Day. Pe 14 iunie 2011, Machine Head a lansat în avans un mix al piesei Locust de pe album, care a fost inclusă în samplerul iTunes la Mayhem Festival 2011. Acesta a fost ultimul album al lui Machine Head împreună cu membrul co-fondator și basistul Adam Duce, înainte ca el să păsăsească formația din cauza divergențelor pe 11 februarie 2013. Albumul a fost vândut în peste 100.000 de copii în Statele Unite.

## Lista pieselor
| Nr. | Titlu                                                                                              | Versuri                   | Muzică                 | Lungime |  |
| 1.  | „I Am Hell (Sonata in C#)" - I: Sangre Sani (Blood Saint) - II: I Am Hell - III: Ashes to the Sky” | Robert Flynn, Phil Demmel | Flynn                  | 8:25    |  |
| 2.  | „Be Still and Know”                                                                                | Flynn, Demmel             | Flynn, Demmel          | 5:43    |  |
| 3.  | „Locust”                                                                                           | Flynn, Demmel             | Flynn, Demmel          | 7:36    |  |
| 4.  | „This Is the End”                                                                                  | Flynn                     | Flynn                  | 6:05    |  |
| 5.  | „Darkness Within”                                                                                  | Flynn                     | Flynn, Demmel, McClain | 6:28    |  |
| 6.  | „Pearls Before the Swine”                                                                          | Flynn, Demmel             | Flynn, Demmel, McClain | 7:19    |  |
| 7.  | „Who We Are”                                                                                       | Flynn                     | Flynn                  | 7:11    |  |

| Deluxe collector's edition bonus tracks |                                     |                                         |         |  |
| Nr.                                     | Titlu                               | Autor(i)                                | Lungime |  |
| 8.                                      | „The Sentinel” (Judas Priest cover) | Glenn Tipton, Rob Halford, K.K. Downing | 5:08    |  |
| 9.                                      | „Witch Hunt” (Rush cover)           | Geddy Lee, Alex Lifeson                 | 4:46    |  |
| 10.                                     | „Darkness Within” (Acoustic)        | Robert Flynn, Phil Demmel, Dave McClain | 5:05    |  |

| Japanese bonus track |               |                                                  |         |  |
| Nr.                  | Titlu         | Autor(i)                                         | Lungime |  |
| 11.                  | „Halo” (Live) | Robb Flynn, Dave McClain, Adam Duce, Phil Demmel | 9:09    |  |

| Metal Hammer special fan pack bonus track |                 |                         |         |  |
| Nr.                                       | Titlu           | Autor(i)                | Lungime |  |
| 8.                                        | „Locust” (Live) | Robb Flynn, Phil Demmel | 7:42    |  |

| Bonus DVD |                               |         |  |
| Nr.       | Titlu                         | Lungime |  |
| 1.        | „Making of "Unto the Locust"” | 22:43   |  |

## Personal
| Machine Head - Robert Flynn – vocal, chitară ritmică - Dave McClain – baterie - Adam Duce – chitară bas, back vocal - Phil Demmel – chitară solo, back vocal Muzicieni adiționali - Rachel, Kathy, Genie, și Michi de la Quartet Rouge – Strings on "I Am Hell", "Darkness Within", and "Who We Are" | Producție - Robert Flynn – producător, mixaj] - Juan Urteaga – mixaj, inginer - Brad Kobylczak – inginer asistent - Lee Bothwick – inginer asistent - Ted Jensen – mastering - Paul Gerrard – artwork - Myriam Santos – fotografie - Strephon Taylor – design de logo |

## Poziții
| Clasament(2011)                 | Poziție |
| ------------------------------- | ------- |
| Australian Albums Chart         | 10      |
| Austrian Albums Chart           | 6       |
| Belgian Albums Chart (Flanders) | 19      |
| Belgian Albums Chart (Wallonia) | 21      |
| Canadian Albums Chart           | 32      |
| Danish Albums Chart             | 10      |
| Dutch Albums Chart              | 20      |
| Finnish Albums Chart            | 8       |
| French Albums Chart             | 18      |
| German Albums Chart             | 5       |
| Hungarian Albums Chart          | 19      |
| Japanese Albums Chart           | 18      |
| New Zealand Albums Chart        | 19      |
| Norwegian Albums Chart          | 15      |
| Spanish Albums Chart            | 28      |
| Swedish Albums Chart            | 14      |
| Swiss Albums Chart              | 10      |
| UK Albums Chart                 | 43      |
| U.S. Billboard 200              | 22      |